# Поліщук Афанасій Лукич
Афанасій Лукич Поліщук, Опанас Поліщук (рос. Афанасий Лукьянович Полищук, пол. Afanasij Poliszczuk; 28 квітня 1903, Великі Голяки — 21 липня 1953, Київ) — ветеринарний лікар, генерал-майор ветеринарної служби Червоної Армії, начальник ветеринарної служби Міністерства національної оборони Польщі, доктор ветеринарних наук, бригадний генерал Війська Польського українського походження.

## Життєпис
Народився в Україні у період Російської імперії (УРСР, Київська область, Корнинський район, с. Великі Голяки).
У 1923-1927 рр. навчався у Київському ветеринарно-зоотехнічному інституті, де здобув вищу ветеринарну освіту.
Від березня 1932 р. служив в армії СРСР за призовом у Читі (Читинський РВК). Дослужився до генерал-майора ветеринарної служби Червоної Армії.
Став учасником Другої світової війни. Служив при штабі 61 армії, на Брянському фронті, у 1-й Армії Війська Польського 1-го Білоруського фронту.
У серпні 1943 року за наказом командування спрямований на службу в створювані на території СРСР польські Збройні Сили.
З квітня 1944 р. — начальник ветеринарної служби 1-ї армії Війська Польського.
Після закінчення війни служив в Міністерстві національної оборони Польщі.
У 1945—1946 рр. заочно навчався у Варшавському університеті. Здобув ступінь доктора ветеринарних наук Польщі у 1947 р..
7 травня 1946 р. постановою Президії Крайової Ради Народової йому присвоєно звання генерала бригади Війська Польського.
30 липня 1948 р. закінчив службу в рядах польських Збройних Сил та в серпні того ж року повернувся в СРСР.
Від 1947 р. до 1950 р. — був начальником кафедри військової підготовки Київського ветеринарного інституту.
Вийшов у відставку 30 квітня 1953 р.

## Нагороди
- Офіцерський хрест Ордена Відродження Польщі (1945)
- Орден «Хрест Грюнвальда» III ступеня (1945)
- Срібний Хрест Заслуги (1945)
- Золотий Хрест Заслуги (1946)
- Срібна медаль «Заслуженим на полі Слави»[pl]
- Орден Червоної Зірки (18.02.1943; 30.04.1947)[4]
- Медаль «За бойові заслуги» (03.11.1944)[5]
- Медаль «За відвагу» (30.04.1942)[6]
- Орден Вітчизняної війни I ступеня (23.03.1945)[7]
- Орден Вітчизняної війни II ступеня (30.06.1945; 11.07.1945)[8]

та інші.